# Overheidsbeslag
Het overheidsbeslag is het aandeel van overheidsuitgaven ten opzichte van het bruto binnenlands product. Het overheidsbeslag wordt uitgedrukt als percentage. Het overheidsbeslag kan op verschillende manieren gemeten worden: de primaire overheidsuitgaven met of zonder rentelasten. De primaire overheidsuitgaven moeten gefinancierd worden. Indien dit gebeurt met leningen vergroot de overheidsschuld.

## België
Het overheidsbeslag in België bedroeg 53,4% in 2015. België heeft daarmee een van de hoogste overheidsbeslagen in Europa.

## Nederland
In Nederland lag het overheidsbeslag rond de 47% in 2015.